# Ragnar Ache
Ragnar Prince Friedel Ache (ur. 28 lipca 1998 we Frankfurcie nad Menem) – niemiecki piłkarz ghańskiego pochodzenia występujący na pozycji napastnika. Wychowanek Sparty Rotterdam. Młodzieżowy reprezentant Niemiec.